# Arturo Sosa Abascal
Arturo Sosa Abascal SJ (ur. 12 listopada 1948 w Caracas) – wenezuelski duchowny, przełożony generalny Towarzystwa Jezusowego. Generałem jezuitów został wybrany 14 października 2016 jako następca Adolfo Nicolása przez 36. Kongregację Generalną Towarzystwa Jezusowego, która zebrała się 3 października 2016 w Rzymie. Jest 31. przełożonym generalnym Towarzystwa Jezusowego. Jego pierwsza wizyta w Polsce odbyła się 10 maja 2019 roku w Jezuickim Centrum Edukacji w Nowym Sączu.

## Życie
Wstąpił do Towarzystwa Jezusowego w 1966 roku. Otrzymał święcenia kapłańskie w 1977 r. Arturo Sosa ukończył studia z filozofii na Katolickim Uniwersytecie Andres Bello (UCAB) w Caracas, teologię studiował na Papieskim Uniwersytecie Gregoriańskim w Rzymie. Studia w zakresie nauk politycznych ze stopniem doktora ukończył na Uniwersytecie Centralnym Wenezueli. Włada, oprócz hiszpańskiego, angielskim, włoskim, posiada podstawową znajomość języka francuskiego.

## Działania duszpasterskie
W latach 1996–2004 był prowincjałem jezuitów w Wenezueli. Wcześniej pracował jako koordynator apostolatu społecznego w tym kraju i dyrektora „Gumilla Center”, instytutu badań i działań społecznych jezuitów w Wenezueli. Równolegle zajmował stanowiska dydaktyczne na kilku uniwersytetach wenezuelskich i opublikował kilka badań na temat polityki i historii swojego kraju.
W 2014 roku został mianowany odpowiedzialnym za zarząd jezuickimi domami w Rzymie jak również za koordynację działań między różnymi prowincjami zakonu.

## Okoliczności wyboru
Arturo Sosa Abascal został wybrany po ustąpieniu o. Adolfo Nicolása z funkcji generała zakonu za zgodą papieża Franciszka.